# Rättarboda
Rättarboda is een plaats (tätort) in de gemeente Upplands-Bro in het landschap Uppland en de provincie Stockholms län in Zweden. De plaats heeft 237 inwoners (2010) en een oppervlakte van 36 hectare.